# Haus aus Heskem

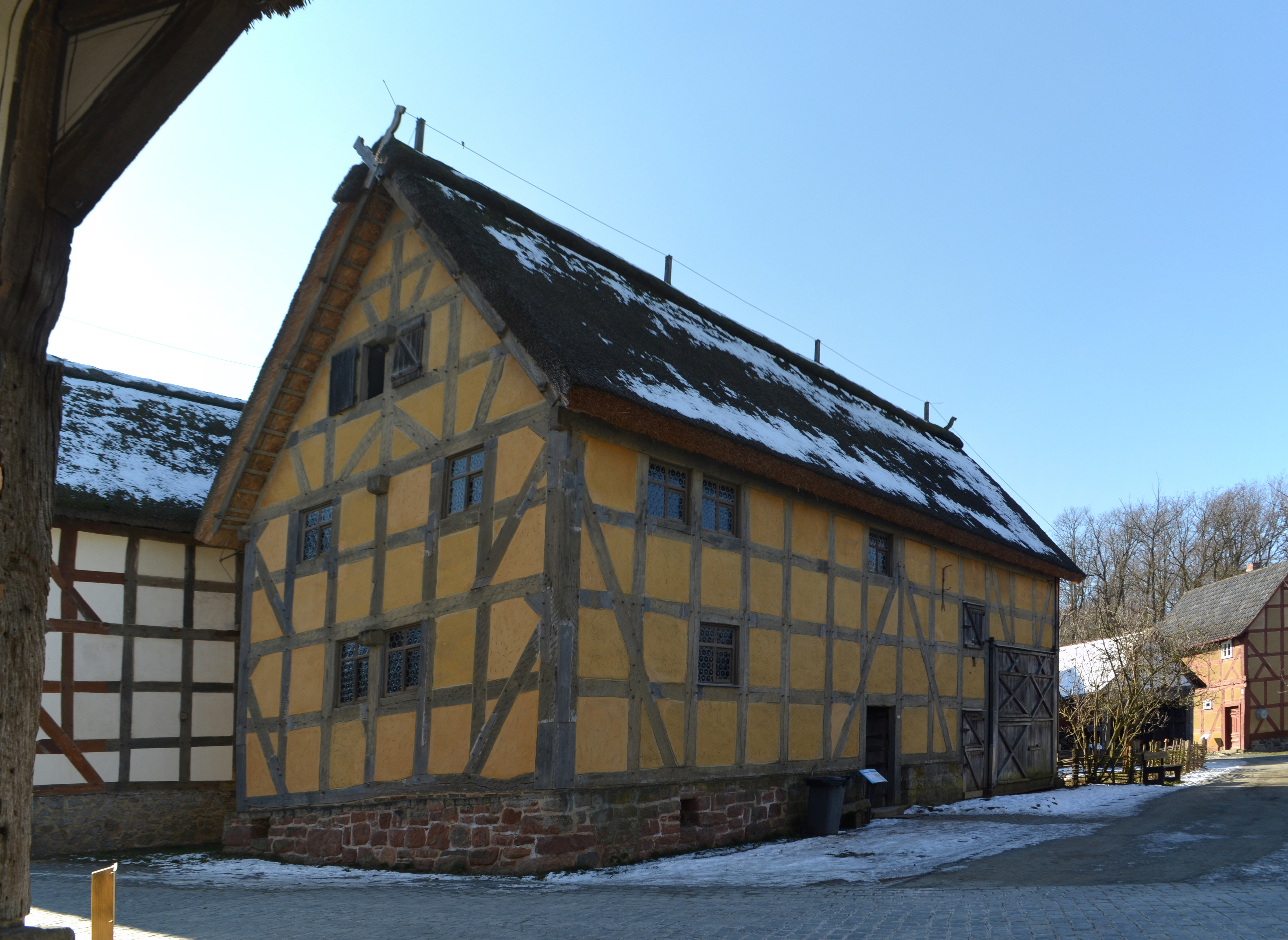
Das Haus aus Heskem

Das Haus aus Heskem ist ein Fachwerkhaus aus Heskem. Es wurde dort abgerissen und in den Hessenpark transloziert.
Das Wohnhaus stammt aus der Zeit um 1674. Das ursprüngliche Haus hatte eine Grundfläche von 8,50 Meter mal 6,50 Meter. Der Wohnbereich des zweistöckigen, zweizonigen Hauses bestand aus dem erdgleichen Eingangsbereich und der um vier Stufen höher gelegten Stube. Die Stube war unterkellert. Der Zugang zum Keller erfolgte über einer Bodenluke. Möglicherweise befand sich rechts neben diesem Teil ein Wirtschaftsbereich aus Stall und/oder Scheune. Dies ist nicht mehr feststellbar, da dieser Gebäudeteil abgerissen und ein komplettes Fachwerkgebäude an den älteren Teil angebaut.
1968 war das Gebäude Gegenstand der Erhebung von Hausaufmaßen durch Karl Rumpf.
Anfang der 1970er Jahre sollte das Haus als seltenes Beispiel der Ständerbauweise vor Ort erhalten werden. Es war jedoch baufällig und wurde daher abgebaut und als eines der ersten Gebäude im Hessenpark wiedererrichtet. Es ist Teil der „Baugruppe H – Mittelhessen“. Da die bauhistorischen Zusammenhänge nicht bekannt waren, entstand statt des Wohnhauses einer Hofreite ein „Eindachhof“ mit Wohn- und Wirtschaftsräumen unter einem Dach, ergänzt durch eine Stallscheune.
Das Satteldach ist im Hessenpark mit Roggenlangstroh eingedeckt. Die Fenster sind Schiebefenster mit kleinen sechseckigen bleigefassten Scheiben, wie diese in der Bauzeit üblich waren.
Die Einrichtung im Erdgeschoss entspricht den Raumfunktionen Ende des 17. bis Anfang des 18. Jahrhunderts: die offene Küche ist eine so genannte Ernküche, mit zweigeteilter Eingangstür und eine Stube.
Der Wiederaufbau nur der älteren Hälfte des Anwesens wurde öffentlich diskutiert. So war diese Entscheidung (unter anderen) Gegenstand einer Landtagsanfrage 1988. G. Ulrich Großmann veröffentlichte 1991 eine Polemik, in der er formulierte:

„Man entschloß sich zur Rekonstruktion künstlicher Armut und fügte für den Urzustand die beiden Zonen als Stall- und Scheunenbereich hinzu, für die es am alten Standort keinerlei Belege gibt. Aus einem vollbäuerlichen Wohnhaus eines Mehrseithofes wurde so ein kleinbäuerliches Anwesen.“